# Вольфганг Кеппен
Во́льфганг Арту́р Ра́йнгольд Ке́ппен (нім. Wolfgang Arthur Reinhold Köppen; 23 червня 1906, Грайфсвальд — 15 березня 1996, Мюнхен) — німецький письменник, одна з провідних постетей німецької літератури післявоєнного часу. Відомість Кеппену принесла його романна «Трилогія невдач», написана на початку 1950-х років.

## Біографія
Народився 23 червня 1906 року позашлюбною дитиною. Його батько, окуліст та приват-доцент Грайфсвальдського університету, не визнав батьківство. 1908 року Вольфганг разом з матір'ю переселяється з Грайфсвальда до Ортельсбурга, що в Східній Пруссії.
Під час Ваймарської республіки Кеппен працював актором і драматургом. Наприкінці 1920-х, початку 1930-х років працював редактором-фейлетоністом в газеті «Berliner Börsen-Courier». За цей час він опублікував понад 200 рецензій про літературу, театр, фільми, а також свої есе й репортажі. Після приходу до влади націонал-соціалістів він втратив роботу і невдовзі виїхав до Нідерландів. Саме в той час, 1934 року, з'явився його перший роман «Нещасна любов». 1939 року повернувся до Німеччини і заробляв на життя написанням сценаріїв для кіностудій UFA та Bavaria Film. У зв'язку з його роботою для кіно був звільнений від призову. Під час одного з авіанальотів йому вдалося втекти з-під нагляду офіційних органів. 1943 року переїха до містечка Фельдафінг поряд з Мюнхеном.
1947 року Кеппен отримує завдання описати спогади свідка Голокосту Якоба Літтнера. Літтнер — польський єврей, довго жив у Мюнхені, був змушений тікати з Німеччини в 1939 році та зумів вижити в Польщі та Україні. Кеппен скоротив, обробив і доповнив спогади Літтнера, записані після війни. 1948 року вони вийшли під назвою «Записи з нори», видані на кошти Літтнера, який не прийняв редактуру Кеппена. Перевидання 1992 року під авторством Кеппена призвело до колізії, в результаті якої був виявлений і виданий оригінальний текст Літтнера.
Кеппен був одним з перших, хто після 1945 року повернув у німецьку літературу традицію монтажного роману, одним з найвідоміших представників якої до 1933 року був Альфред Деблін (роман «Берлін Александрплац»). Характерною рисою Кеппена є так звані «бліци», тобто короткі, часто повторювані, в контексті потоку свідомості раптові й часто злегка змінені думки.
Романами «Трилогії невдач» («Голуби в траві», 1951; «Теплиця», 1953; «Смерть у Римі», 1954) він зобразив детальну картину нової післявоєнної Німеччини (ФРН). У повоєнний час Кеппен залишається аутсайдером, який у своїх творах спирається на традицію класичного модерну. Водночас вінн пав помітний вплив на таких письменників, як Гюнтер Грасс і Петер Рюмкорф.
Починаючи з середини 1950-х років Кеппен відвідував за завданням Альфреда Андерша, тодішнього головного редактора Південнонімецького радіо, різні країни і створював для радіо численні есе. 1955 року він був у Іспанії, 1956 — в Італії, 1957 — в СРСР, Польщі, Нідерландах та Великій Британії, 1958 — у США, 1959 — у Франції. Ці есе також публікувалися в журналах і окремих виданнях. До пізніх творів належать автобіографічне есе про дитинство та юність в Грайфсвальді («Юність», 1976) та написаний у співавторстві сценарій про Венецію («Я охоче буваю у Венеції, чому», 1980)
В 1960-ті роки Кеппен був відзначений за свій літературний доробок численними преміями та почесними відзнаками.
Незабаром після свого 90-річчя Вольфганг Кеппен помер у Мюнхені. Похований на кладовищі «Нордфрідгоф».
З 1998 року місто Грайфсвальд присуджує Премію Вольфганга Кеппена. Університет Грайфсвальда придбав приватний архів Кеппена та відкрив літературний центр Передньої Померанії, який носить ім'я письменника і містить його архів.

## Визнання
- 1962. Премія Георга Бюхнера
- 1965. Велика літературна премія Баварської академії образотворчих мистецтв
- 1967. Премія Імермана
- 1971. Премія Андреаса Грифеуса
- 1974. Літературна премія Бергена
- 1982. Почесний культурний приз Мюнхена
- 1984. Премія Арно Шмідта
- 1986. Померанская культурна нагорода
- 1987. Нагорода Франца Набля
- 1987. Почесний громадянин Грайфсвальда
- 1990. Почесний доктор Грайфсвальдского університету

## Екранізація
- «Теплиця», режисер Петер Гедель, 1987